# Kiełczygłów (Pajęczno)
Pour les articles homonymes, voir Kiełczygłów.
Kiełczygłów (prononciation [kʲɛu̯ˈt͡ʂɨɡwuf]) est un village de la gmina de Kiełczygłów, du powiat de Pajęczno, dans la voïvodie de Łódź, situé dans le centre de la Pologne.
Le village est le siège administratif (chef-lieu) de la gmina appelée gmina de Kiełczygłów.
Il se situe à environ 10 kilomètres au nord de Pajęczno (siège du powiat) et 70 kilomètres au sud-ouest de Łódź (capitale de la voïvodie).
Sa population s'élevait à 561 habitants en 2006.

## Administration
De 1975 à 1998, le village était attaché administrativement à l'ancienne voïvodie de Sieradz.

Depuis 1999, il fait partie de la nouvelle voïvodie de Łódź.